# Peter Deutsch
Pour les articles homonymes, voir Deutsch.
Peter Deutsch, né à Berlin-Schöneberg (Allemagne) le 18 septembre 1901 et mort à Copenhague (Danemark) le 13 mai 1965, est un compositeur et chef d'orchestre germano-danois qui a écrit la musique de nombreux films.

## Filmographie partielle (comme compositeur)
- 1934 : Barken Margrethe
- 1935 : Week-end
- 1935 : Bag Københavns kulisser
- 1938 : Alarm
- 1939 : Nordhavets mænd
- 1941 : Far skal giftes
- 1946 : Op med lille Martha
- 1947 : Sikken en nat
- 1947 : Kampen mod kræften
- 1950 : Historien om Hjortholm
- 1957 : Sønnen fra Amerika
- 1962 : Den rige enke